# تپه بیابان
تپه بیابان مربوط به دوران‌های تاریخی پس از اسلام است و در شهرستان تاکستان، روستای جهان‌آباد واقع شده و این اثر در تاریخ ۲۸ فروردین ۱۳۸۰ با شمارهٔ ثبت ۳۷۲۷ به‌عنوان یکی از آثار ملی ایران به ثبت رسیده است.